# ぐるたみん
ぐるたみんは、日本のシンガーソングライター。歌い手としてニコニコ動画での活動を主に活動。ぐるたんが主な愛称。

## 概要
はじめはニコニコ動画において、趣味でボカロ曲を歌った動画をアップロードしていた。デビュー作は「【うるおぼえで歌ってみた】ロミオとシンデレラ【ぐるたみん】」。以降「うるおぼえで歌ってみた」という、歌詞をあまり覚えずに曖昧な発音、あるいは鼻歌も交えつつ歌うシリーズを投稿していた。また、第4弾の「【ちゃんと歌ってみた】天樂【ぐるたみん】」より、歌詞を覚えて歌う動画も多く投稿している。第10弾の「【うるおぼえで歌ってみた】only my railgun【ぐるたみん】」では、ニコニコ動画の歌ってみたカテゴリに存在する動画の中で10位の再生回数を得ている（2025年1月12日現在）。主に「うるおぼえで歌ってみた」シリーズと、歌詞を覚えて曲の雰囲気を重視して歌った「そんなふいんきで歌ってみた」シリーズがある。ニコニコ動画での合計再生回数は4481万6264回（2015年2月18日現在）である。2011年12月28日発売の「EXIT TUNES PRESENTS ぐ 〜そんなふいんきで歌ってみた〜」でEXIT TUNESよりメジャー・デビュー。同社からシングル2枚、アルバム4枚（ベスト含む）をリリースした。2015年12月21日、UNIVERSAL-Wへの移籍を発表。活躍の場をロックシーンに移し、2016年4月19日、『GIANT KILLING』をリリース。赤坂BLITZを皮切りに全国LIVE-GツアーGIANTKLLING開催。また同年8月24日、初の全曲自作アルバム『GRACE』を発売し全国ツアーGRACEを開催。その後、2018年よりフリーとして活動。

## 来歴
- 2009年
  - 6月5日、ニコニコ動画に「【うるおぼえで歌ってみた】ロミオとシンデレラ【ぐるたみん】」をアップロード。ぐるたみんのデビュー作である。
- 2010年
  - 8月12日、ニコニコ動画に「【うるおぼえで歌ってみた】only my railgun【ぐるたみん】」をアップロード。1023万4098回を記録（2024年11月19日現在）[1]。ぐるたみんの動画の中では最も再生回数が伸びる動画となる。
- 2011年
  - 3月31日発売のFLATのアダルトゲーム「シークレットゲーム CODE:Revise」のOPテーマ「Dread Answer」を担当。
  - 12月23日、EXIT TUNES主催のライブイベント、「EXIT TUNES ACADEMY」に参加。自身初のライブとなる[1]。
  - 12月28日、1stアルバム「EXIT TUNES PRESENTS ぐ 〜そんなふいんきで歌ってみた〜」を発売。オリコンウィークリーランキング5位を記録。
- 2012年
  - 7月28日、自身がニコニコ生放送で配信した「ポケットモンスター エメラルド」の実況で通常のプレイでは出現しないはずの挙動が発生したことで、このデータが違法ダウンロード（割れ）ではないかという疑惑が発生し炎上。本人及びEXIT TUNESは違法ダウンロードを否定している。われたみん騒動
- 2013年
  - 3月6日、2ndアルバム「EXIT TUNES PRESENTS る 〜そんなふいんきで歌ってみた〜」を発売。オリコンウィークリーランキング5位を記録。
  - 9月6日、公式ファンクラブ「ぐるた民」が発足[1]。
  - 10月12日、自身初となるワンマンライブ「LIVE-G 〜ぐるたみん 1st solo live 2013〜」がスタート[1]。（〜11月17日。追加公演含む）
- 2014年
  - 3月19日、3rdアルバム「EXUT TUNES PRESENTS た 〜そんなふいんきで歌ってみた〜」を発売。オリコンウィークリーランキング6位を記録。
  - 4月26日、ワンマンツアー、「LIVE-G TOUR 2014 EXIT TUNES PRESENTS 『た』 〜そんなふいんきで歌ってみた」がスタート。（〜5月6日、全国5会場。）[1]
  - 11月5日、1stシングル「センセーション・シグナル」を発売。テレビアニメ『マジンボーン』の主題歌にも抜擢される。オリコンウィークリーランキング13位を記録。
- 2015年
  - 2月18日、4thアルバムで初のベスト・アルバム、「み -GLUTAMINE BEST-」を発売。オリコンウィークリーランキング17位を記録。
  - 3月14日、自身初のファンブック、「ぐるたみんの本」を発売。
  - 5月30日、ワンマンツアー「LIVE-G TOUR 2015 -LIVE HOUSE CIRCUIT-」がスタート。（〜8月1日、全国20会場21公演。）[4]
  - 8月19日、2ndシングル「JOURNEY」を発売。
  - 12月21日、ユニバーサル ミュージックと株式会社ワーロックが共同で設立した新レーベル「UNIVERSAL-W」から新曲を2016年4月20日にリリースすることが発表。
- 2016年
  - 3月17日、自身初となる実写撮影のミュージック・ビデオ「GIANT KILLING」を公開。この楽曲はCDTV4月度エンディングテーマに決定。
  - 3月23日、自身初となるボカロPとして初音ミクを使用した「飛行少女と僕」をニコニコ動画と、中国のビリビリ動画で公開。日中のVOCALOIDチャートにて1位を獲得。
  - 4月29日、「GIANT KILLING」リリース記念ワンマンライヴ「LIVE-G 2016 GIANT KILLING PRESENTED BY UNIVERSAL-W」が赤坂Blitzにて開催。
  - 6月、7月、仙台、札幌、熊本、福岡、名古屋、大阪の全国6か所で「LIVE-G TOUR 2016 -GIANT KILLING-」が決定。
  - 8月24日、自身初の全曲作詞作曲アルバム『GRACE』を発売し「LIVE-G TOUR2016~17-GRACE-」を全国9ヶ所12公演（追加公演を含む）で開催。
- 2017年
  - 8月30日、自身4枚目のシングル「WAKE UP」を発売。
  - 12月27日、自身5枚目のシングル「英雄は今夜僕たちが作る。」を発売。

## ディスコグラフィ
最高位は、オリコンウィークリーチャートに基づく。

### シングル
| 枚  | 発売日         | タイトル                 | 規格                 | 規格品番   | 最高位 |
| --- | -------------- | ------------------------ | -------------------- | ---------- | ------ |
| 1st | 2014年11月5日  | センセーション・シグナル | 初回限定盤A          | QWCE-00393 | 13位   |
| 1st | 2014年11月5日  | センセーション・シグナル | 初回限定盤B          | QWCE-00394 | 13位   |
| 1st | 2014年11月5日  | センセーション・シグナル | 通常盤               | QWCE-00395 | 13位   |
| 2nd | 2015年8月19日  | JOURNEY                  | 初回限定盤A          | QWCE-00479 | 24位   |
| 2nd | 2015年8月19日  | JOURNEY                  | 初回限定盤B          | QWCE-00480 | 24位   |
| 2nd | 2015年8月19日  | JOURNEY                  | 通常盤               | QWCE-00481 | 24位   |
| 3rd | 2016年4月20日  | GIANT KILLING            | 初回限定盤A（DVD付） | UICZ-9059  | 15位   |
| 3rd | 2016年4月20日  | GIANT KILLING            | 初回限定盤B          | UICZ-9060  | 15位   |
| 3rd | 2016年4月20日  | GIANT KILLING            | 通常盤               | UICZ-5068  | 15位   |
| 4th | 2017年8月30日  | WAKE UP                  | 初回限定盤（DVD付）  | UICZ-9096  | 38位   |
| 4th | 2017年8月30日  | WAKE UP                  | 通常盤               | UICZ-5091  | 38位   |
| 5th | 2017年12月27日 | 英雄は今夜僕たちが作る。 | 通常盤               | UICZ-5093  |        |

### アルバム

#### カバー・アルバム
| 枚  | 発売日         | タイトル                                              | 規格 | 規格品番   | 最高位 |
| --- | -------------- | ----------------------------------------------------- | ---- | ---------- | ------ |
| 1st | 2011年12月28日 | EXIT TUNES PRESENTS ぐ 〜そんなふいんきで歌ってみた〜 | CD   | QWCE-00214 | 5位    |
| 2nd | 2013年3月6日   | EXIT TUNES PRESENTS る 〜そんなふいんきで歌ってみた〜 | CD   | QWCE-00241 | 5位    |
| 3rd | 2014年3月19日  | EXIT TUNES PRESENTS た 〜そんなふいんきで歌ってみた〜 | CD   | QWCE-00330 | 6位    |

#### ベスト・アルバム
| 枚  | 発売日        | タイトル            | 規格                       | 規格品番   | 最高位 |
| --- | ------------- | ------------------- | -------------------------- | ---------- | ------ |
| 1st | 2015年2月18日 | み -GLUTAMINE BEST- | 初回限定盤（パスケース付） | QWCE-00433 | 17位   |
| 1st | 2015年2月18日 | み -GLUTAMINE BEST- | 通常盤（ストラップ付）     | QWCE-00434 | 17位   |

#### オリジナル・アルバム
| 枚  | 発売日        | タイトル | 規格                       | 規格品番  | 最高位 |
| --- | ------------- | -------- | -------------------------- | --------- | ------ |
| 1st | 2016年8月24日 | GRACE    | 完全生産限定盤A（GOODS付） | UICZ-9070 | 17位   |
| 1st | 2016年8月24日 | GRACE    | 完全生産限定盤B（DVD付）   | UICZ-9069 | 17位   |
| 1st | 2016年8月24日 | GRACE    | 通常盤                     | UICZ-4362 | 17位   |

### タイアップ
| 楽曲                     | タイアップ                                               | 時期   |
| ------------------------ | -------------------------------------------------------- | ------ |
| センセーション・シグナル | TX系アニメ「マジンボーン」オープニングテーマ             | 2014年 |
| GIANT KILLING            | TTBSテレビ系「CDTV」エンディングテーマ                   | 2016年 |
| Yell for                 | テレビ朝日系全国放送「musicるTV」9月度エンディングテーマ | 2016年 |

### キャラクターソング
| 発売日        | 商品名                      | 歌 | 楽曲             | 備考                                     |
| ------------- | --------------------------- | --- | ---------------- | ---------------------------------------- |
| 2019年1月23日 | 劇団プリンス 1st Mini Album | 鳩里右近（スタンガン）、稲葉啓介（しゃけみー）、森崎幸人（りする）、相模シュトゥルムウントドラング潤司（ぐるたみん）、塚本凛空（しるばーな）、新屋敷諒（かんせる） | 「Curtain Call」 | ゲーム『劇団プリンス』オープニングテーマ |

## 出演

### ゲーム
- 劇団プリンス（2019年、相模シュトゥルムウントドラング潤司）[9]

## その他
2014年6月25日に稼働したコナミデジタルエンタテインメントのアーケード版音楽ゲーム『pop'n music ラピストリア』にて、ゲームキャラクターとして5月病マリオによるぐるたみんのイメージイラストをモデルにした「ぐるたみん」が登場している。本人が歌う「ローリング・サバイバー」と「脳漿炸裂ガール」を担当しており、プレイヤーキャラクターとして使用することも可能（pop'n musicの登場キャラクター#pop'n music ラピストリアも参照）。2014年7月30日よりゲームで入手できるトレーディングカード「ポップンミュージックカード ラピストリアvol.1」の内の1枚として「ぐるたみん」のカードも登場していた。